# Santa Maria Maior (Viana do Castelo)
Santa Maria Maior is een plaats (freguesia) in de Portugese gemeente Viana do Castelo en telt 9940 inwoners (2001).

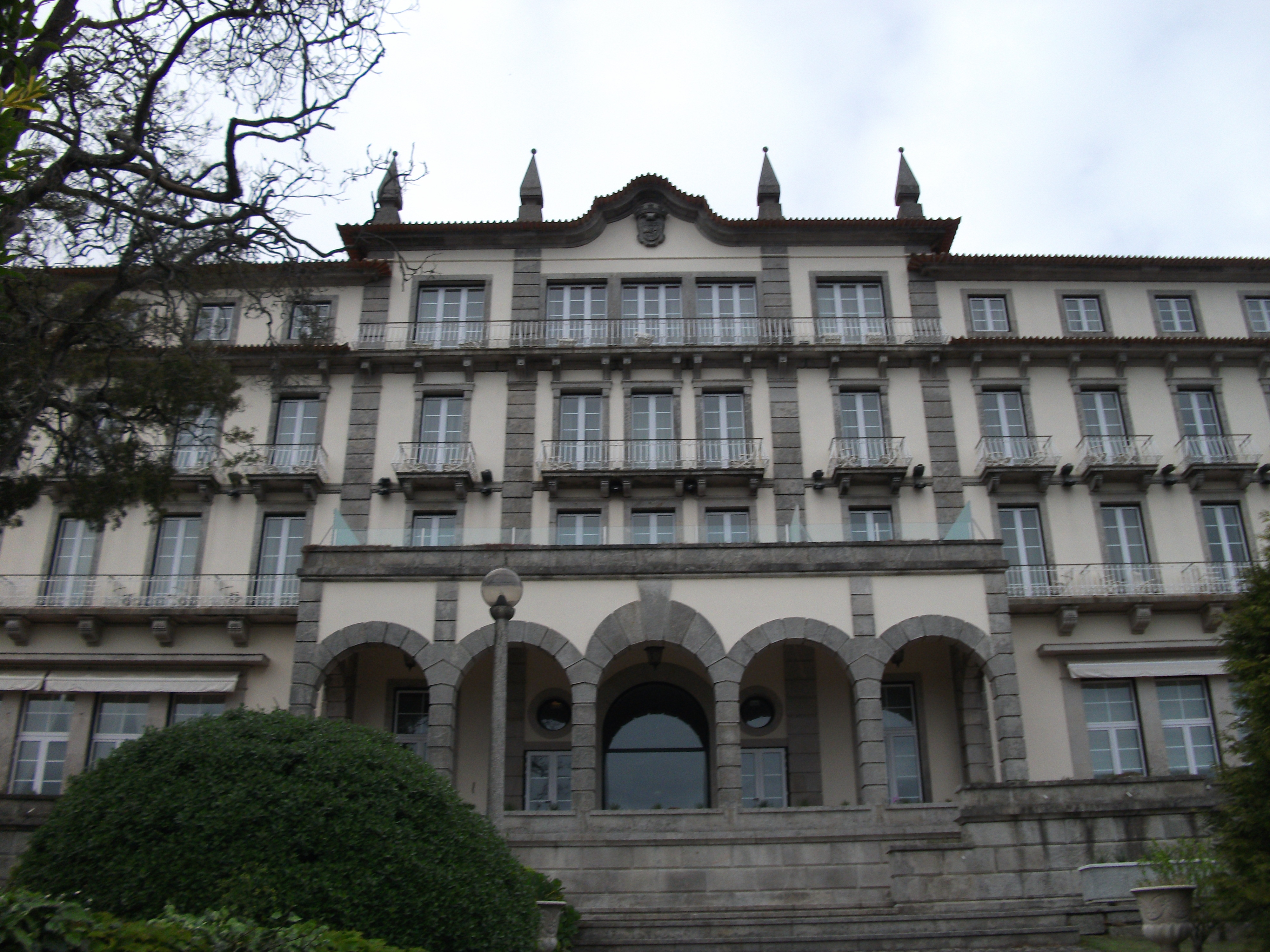
School
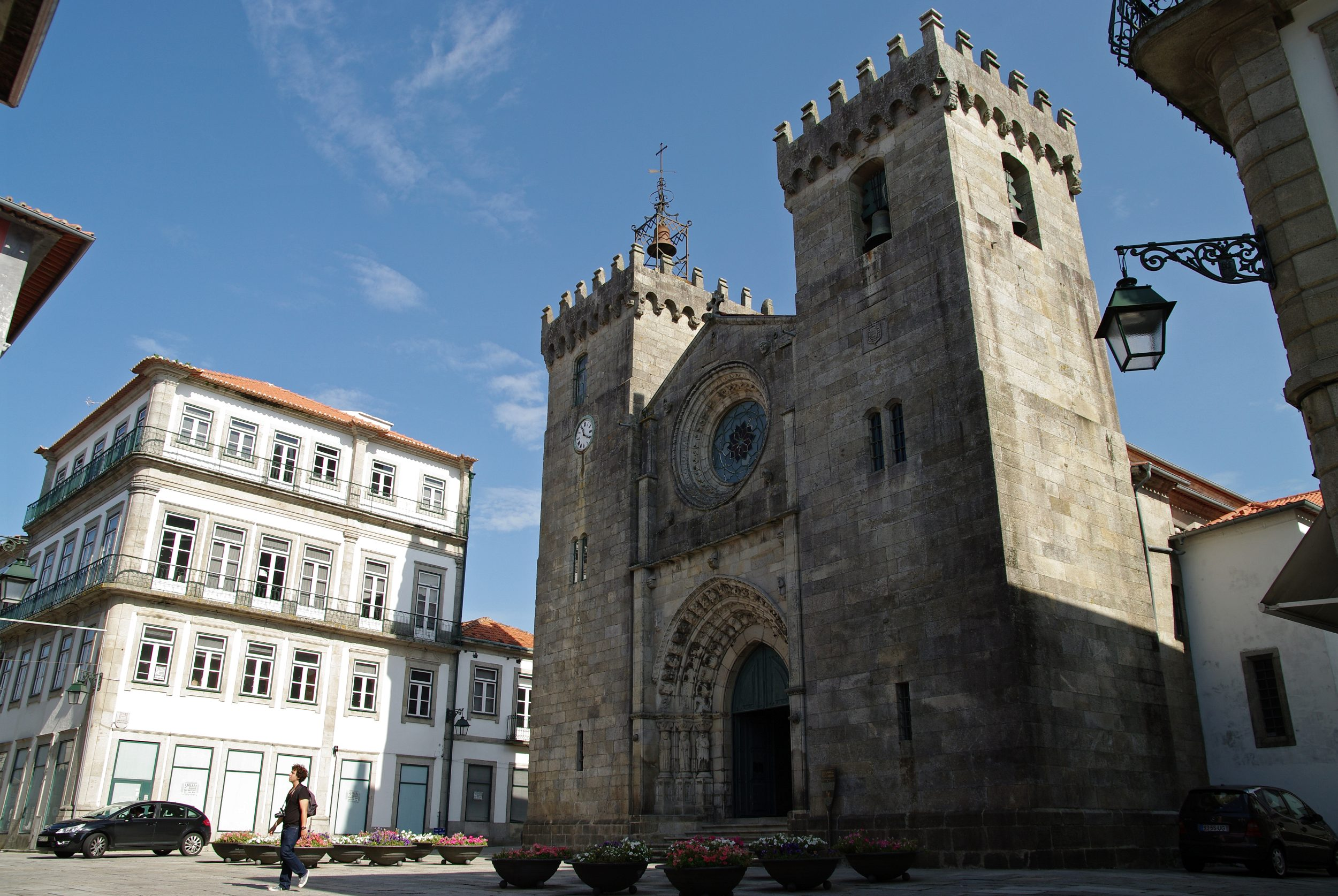
Hoofdkerk van Santa Maria Maior

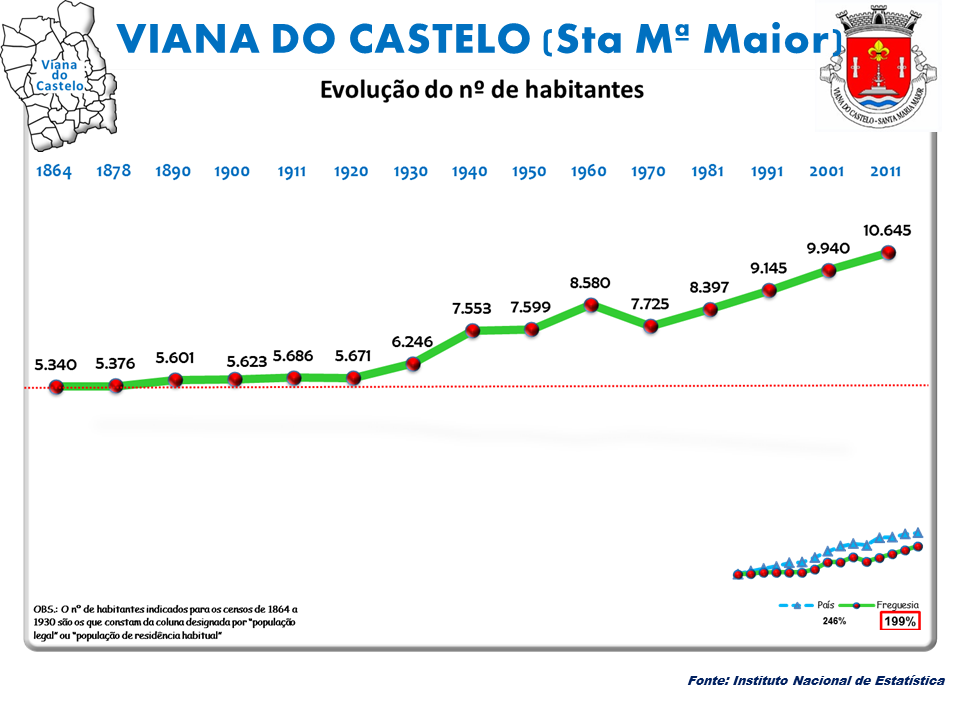
Bevolkingsontwikkeling tussen 1864 en 2011